# Salvador Casanova i Grané
Salvador Casanova i Grané (Badalona, 22 de gener de 1918 – Granollers, 21 de juny de 1982) fou un polític i activista. Fill de classe treballadora, aprengué l'ofici de confecció de models per foneria i establí taller propi. Llicenciat en Història (1968). De l'activisme cultural en el món sardanista, entrà a col·laborar en el grup CC i, més tard, ingressà en el Front Nacional de Catalunya (FNC). El 1968 va fer part amb els escindits del FNC que van fundar el Partit Socialista d'Alliberament Nacional dels Països Catalans (PSAN). En el marc del PSAN inicià la seva participació en l'impuls de l'Assemblea de Catalunya a Granollers i al Vallès Oriental. A les eleccions del 15 de juny de 1977 encapçalà la Candidatura d'Unitat Popular pel Socialisme (CUPS), però no renuncià a mantenir la continuïtat de l'Assemblea de Catalunya.
Després de la seva mort el 1982 els seus amics i familiars van recollir la documentació que conservava a casa seva i la van donar a l'arxiu de la ciutat, creant-se així l'actual fons Salvador Casanova de l'Arxiu Municipal de Granollers.